# نفاذية معوية

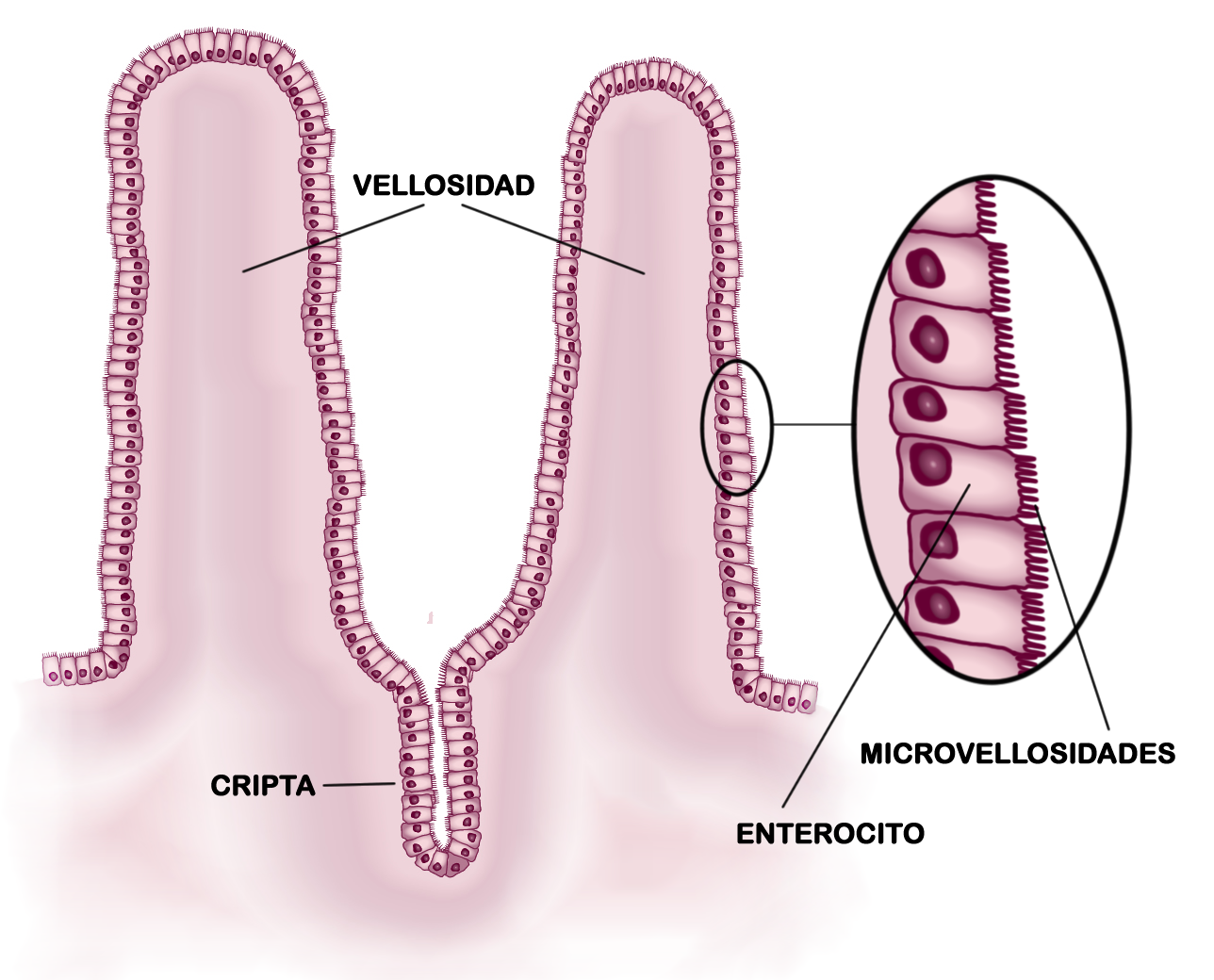
رسم تخطيطي لظهارة الأمعاء الدقيقة

تعد نفاذية الأمعاء مصطلحًا يصف ضبط المواد التي تمر داخل الجهاز الهضمي عبر الخلايا المبطنة لجدار الأمعاء إلى باقي الجسم. تُظهر الأمعاء عادةً بعض النفاذية، ما يسمح للمواد الغذائية بالمرور عبر الأمعاء، مع الحفاظ أيضًا على الوظيفة الحاجزية لمنع المواد الضارة (مثل المستضدات) من مغادرة الأمعاء والانتشار ضمن الجسم. في الأمعاء البشرية السليمة، تستطيع الجسيمات الصغيرة (بنصف قطر أقل من 4 أنغستروم) أن تهاجر من خلال مسارات مسامية من بروتين كلودين موصلة محكمة، وتستطيع الجسيمات التي يصل حجمها إلى 10-15 أنغستروم (3.5 كيلو دالتون) أن تنتقل عن سبيل الامتصاص من الحيز الخارجي للخلية.

## الفيزيولوجيا
يفصل الحاجز الذي تشكله ظهارة الأمعاء البيئة الخارجية (محتويات لمعة الأمعاء) عن الجسم، ويعد السطح المخاطي الأكثر امتدادًا وأهمية في الجسم. قد يشكل المخاطين المعوي أيضًا حواجز أمام الببتيدات المضادة للميكروبات لدى المضيف، وبالتالي يمثل حاجزًا ثنائي الاتجاه للتفاعل بين الميكروبات والمضيف. تتكون ظهارة الأمعاء من طبقة واحدة من الخلايا وتؤدي وظيفتين أساسيتين. أولًا، تعمل بصفتها حاجزًا يمنع دخول المواد الضارة مثل المستضدات الأجنبية والسموم والكائنات الحية الدقيقة. ثانيًا، تعمل مرشحًا انتقائيًا وتسهل امتصاص العناصر الغذائية والشوارد والماء والعديد من المواد المفيدة الأخرى من لمعة الأمعاء. تحدث النفاذية الانتقائية عبر طريقين رئيسيين:
- نفاذية عبر الظهارة أو عبر الخلايا. يتضمن هذا الطريق النقل النوعي للمواد الذوابة عبر الخلايا الظهارية. يُنظم في الغالب بواسطة نشاطات الناقلات النوعية التي تنقل شوارد معينة وأحماض أمينية وسكريات وأحماض دهنية قصيرة السلسلة وجزيئات أخرى داخل الخلية أو خارجها.[6]
- نفاذية خارج خلوية. يعتمد على النقل عبر الفراغات الموجودة بين الخلايا الظهارية. يُنظم بواسطة الموصلات الخلوية المتوضعة في الأغشية الصفيحية للخلايا. يعد هذا الطريق المسار الرئيسي للتدفق السلبي للماء والمواد الذوابة عبر ظهارة الأمعاء. يعتمد التنظيم على الموصلات المحكمة بين الخلايا والتي تتمتع بالتأثير الأكبر على النقل خارج الخلوي. قد يحرض تعطل حاجز الموصل المحكم على تطور أمراض الأمعاء.[8]

## الأهمية السريرية
لا يعاني معظم الأشخاص من أعراض سلبية، ولكن فتح الموصلات المحكمة بين الخلايا (زيادة نفاذية الأمعاء) قد يكون بمثابة محفز للأمراض التي تؤثر على أي عضو أو نسيج بناءً على الاستعداد الوراثي.
تمثل زيادة نفاذية الأمعاء عاملًا لحدوث العديد من الأمراض، مثل داء كرون والداء البطني ومرض السكري من النوعين الأول والثاني والتهاب المفاصل الروماتويدي والالتهاب الفقاري المفصلي اللاصق وداء الأمعاء الالتهابي والفصام وأنواع معينة من السرطان والسمنة والكبد الدهني وأمراض التأتب والحساسية، وغيرها الكثير. تحدث زيادة النفاذية قبل ظهور المرض في معظم الحالات، ولكن العلاقة بين السبب والنتيجة في زيادة نفاذية الأمعاء في معظم هذه الأمراض غير واضحة.
يعد الداء البطني أحد النماذج المدروسة جيدًا، إذ تظهر زيادة نفاذية الأمعاء بصفتها نتيجة ثانوية للتفاعل المناعي المرضي الناجم عن الغلوتين، وتتمكن قطع بروتين الغليادين من المرور عبر الظهارة المعوية، ما يؤدي إلى استجابة مناعية على مستوى تحت المخاطية المعوية وبالتالي تظهر أعراض هضمية أو غير هضمية متنوعة. قد تساهم المؤرجات البيئية الأخرى في تغيير النفاذية في الداء البطني، منها الإنتانات المعوية ونقص الحديد. بمجرد ازدياد النفاذية، قد تتسبب هذه الزيادة في استدامة الاستجابة المناعية الالتهابية وتدفع إلى الدخول في حلقة مفرغة. تؤدي إزالة الغلوتين من النظام الغذائي إلى إعادة نفاذية الأمعاء إلى طبيعتها وتوقف عملية المناعة الذاتية.